# Tidsgrænse (landevejscykling)
 For alternative betydninger, se Tidsgrænse (flertydig). (Se også artikler, som begynder med Tidsgrænse)
En tidsgrænse er regel inden for cykelsport, der afgør, hvor sent efter etapens vinder, en rytter må krydse målstregen. Slutter en rytter uden for tidsgrænsen, kan denne blive tvunget til at udgå af løbet. Tidsgrænsen varierer og er afhængig af etapens hårdhed og gennemsnitsfarten for vinderen på etapen.

## Tour de France
I Tour de France udregnes tidsgrænsen på følgende måde:
Alle etaper deles ind i 4 kategorier:
- Kategori 1: Etaper uden store udfordringer
- Kategori 2: Kuperede etaper
- Kategori 3: Svære etaper
- Kategori 4: Enkeltstarter

Disse opstilles i en tabel, hvori man finder et procent-tal, der bruges til udregningen: Vinderens tid + del af vinderens tid = Tidsgrænsen.
| Gns. hastighed i km/t | Del af vinders tid |
| --------------------- | ------------------ |
| -36                   | 4%                 |
| 36-38                 | 5%                 |
| 38-40                 | 6%                 |
| 40-42                 | 7%                 |
| 42-44                 | 8%                 |
| 44-46                 | 9%                 |
| 46-48                 | 10%                |
| 48-50                 | 11%                |
| 50-                   | 12%                |

| Gns. hastighed i km/t | Del af vinders tid |
| --------------------- | ------------------ |
| -35                   | 6%                 |
| 35-36                 | 7%                 |
| 36-37                 | 8%                 |
| 37-38                 | 9%                 |
| 38-39                 | 10%                |
| 39-40                 | 11%                |
| 40-41                 | 12%                |
| 41-42                 | 13%                |
| 42-43                 | 14%                |
| 43-44                 | 15%                |
| 44-45                 | 16%                |
| 45-46                 | 17%                |
| 46-                   | 18%                |

| Gns. hastighed i km/t | Del af vinders tid |
| --------------------- | ------------------ |
| -30                   | 7%                 |
| 30-31                 | 8%                 |
| 31-32                 | 9%                 |
| 32-33                 | 10%                |
| 33-34                 | 11%                |
| 34-35                 | 12%                |
| 35-36                 | 13%                |
| 36-37                 | 14%                |
| 37-38                 | 15%                |
| 38-39                 | 16%                |
| 39-40                 | 17%                |
| 40-                   | 18%                |

| Gns. hastighed i km/t | Del af vinders tid |
| --------------------- | ------------------ |
| Alle                  | 25%                |

### Eksempler
- En flad etape (kategori 1) køres med en gennemsnitsfart på 37 km/t. Vinderens tid bliver præcis 4 timer. Tidsgrænsen vil her være 12 minutter efter vinderen, da 5% af 4 timer er 12 minutter. Alle ryttere, der krydser stregen i en tid senere end 4 timer og 12 minutter vil udgå af løbet.
- En hård bjergetape (kategori 3) køres med en gennemsnitsfart på 33 km/t. Vinderens tid bliver præcis 6 timer. Tidsgrænsen vil her være 39 minutter og 36 sekunder efter vinderen, da 11% af 6 timer er 39 minutter og 36 sekunder. Alle ryttere, der krydser stregen i en tid senere end 6 timer, 39 minutter og 36 sekunder vil udgå af løbet.

### Undtagelser
Reglen kan undtages eller ændres af Tour de France-komiteen, som følge af uventede situationer såsom styrt, dårligt vejr og blokerede veje eller hvis mere end 20% af de startende ryttere på etapen falder uden for tidsgrænsen.